# Ischnoptera borellii
Ischnoptera borellii es una especie de cucaracha del género Ischnoptera, familia Ectobiidae. Fue descrita científicamente por Giglio-Tos en 1897.
Habita en Bolivia, Paraguay y Argentina.